# Granvolmtjärnen
Granvolmtjärnen är en sjö i Strömsunds kommun i Ångermanland och ingår i Ångermanälvens huvudavrinningsområde. Sjön har en area på 0,105 kvadratkilometer och ligger 247,9 meter över havet.

## Delavrinningsområde
Granvolmtjärnen ingår i det delavrinningsområde (710564-153028) som SMHI kallar för Utloppet av Granvolmtjärnen. Medelhöjden är 251 meter över havet och ytan är 0,55 kvadratkilometer. Det finns inga avrinningsområden uppströms utan avrinningsområdet är högsta punkten. Vattendraget som avvattnar avrinningsområdet har biflödesordning 4, vilket innebär att vattnet flödar genom totalt 4 vattendrag innan det når havet efter 183 kilometer. Avrinningsområdet består mestadels av skog (81 procent). Avrinningsområdet har 0,1 kvadratkilometer vattenytor vilket ger det en sjöprocent på 18,8 procent.